# BFG 9000
La BFG9000 es un arma futurista de la serie de videojuegos de disparos en primera persona, Doom. Es el arma de mayor potencia destructiva. Las siglas BFG oficialmente significan Bio Force Gun (Arma de Biofuerza en español), aunque popularmente es interpretado por los jugadores como Big Fucking Gun (Arma Jodidamente Grande en español), se la iba a llamar BFG 2704 pero el nombre se descartó, el 9000 sería el modelo del arma, pero de acuerdo a los autores del juego, solo se añadió "porque sonaba impresionante".
En los juegos Doom aparece como una enorme arma de metal que necesita de ser cargada con ambas manos y dispara unas enormes bolas verdes de plasma capaces de destruir casi cualquier enemigo de un solo disparo, además de aniquilar o dañar a cualquier rival en las cercanías de la explosión. Para cargar el disparo, hay que apretar y sostener el gatillo. Al dispararse, consume 40 celdas de energía, resultando en un disparo sumamente devastador.
La bola de plasma posee en su núcleo un chip inteligente que direcciona descargas radioactivas a los enemigos cercanos a la orbe[cita requerida]. Es posible destruir el chip mientras la orbe se dirige hacia su objetivo, negando así los efectos de una explosión de BFG directa.
Esta arma también aparece en el juego Doodle Devil, en las versiones para iPhone, iPod Touch y Android; aparece bajo la categoría de Space War (Guerra Espacial) al mezclar los elementos Inferno y Weapon (Infierno y Arma) mientras que en el arsenal de los juegos Quake II, Quake III Arena y Quake Live se incluye la BFG10K, una versión más avanzada de esta arma.

## Recepción
UGO.com clasificó la BFG 9000 en segundo lugar en su lista de mejores armas de videojuegos de todos los tiempos, afirmando que «es maravillosa y compleja y no debes dudar en calificar esta arma como una de las mejores». X-Play la clasificó en primer lugar en su lista de armas más agresivas, diciendo que «no es tan sofisticada como un arma de gravedad», fue la primera arma que «realmente nos hizo emocionarnos». IGN también la puso entre sus diez mejores armas en la historia de los videojuegos, listándola en décimo lugar. Machinima.com la nombró como la mejor arma de cualquier videojuego, arguyendo al respecto: «¿realmente necesitas una razón por la que esta arma encabeza la lista?».